# Andropogon nobukensis
Andropogon nobukensis är en gräsart som beskrevs av Emilio Chiovenda. Andropogon nobukensis ingår i släktet Andropogon och familjen gräs. Inga underarter finns listade i Catalogue of Life.